# 23068 Тайяджі
23068 Тайяджі (23068 Tyagi) — астероїд головного поясу, відкритий 7 грудня 1999 року.
Тіссеранів параметр щодо Юпітера — 3,433.